# Fresas con crema (postre)
Las fresas con nata o crema son un postre y una merienda de origen inglés, que incluye las citadas frutas que se sirven troceadas y bañadas en nata montada con azúcar o bien con nata montada y azúcar moreno salpicada al gusto.[cita requerida]
La tradición sugiere que el cardenal Thomas Wolsey, un amigo cercano del rey Enrique VIII de Inglaterra, fue el primero en combinar fresas con nata en un banquete, en 1509.
Son populares en España; en los municipios mexicanos de Irapuato en Guanajuato y Zamora, Michoacán; en Colombia, en Chinácota, Norte de Santander, y en Venezuela, en la Colonia Tovar (estado Aragua), en Cubiro (estado Lara) y en el estado Mérida.[cita requerida]